# Geraldo Mattos
Geraldo Mattos Gomes dos Santos (28 juin 1931 -) est un espérantiste brésilien.

## Biographie
Geraldo Mattos nait le 28 juin 1931 à Teresópolis, au Brésil. Il apprend l’espéranto en 1947 en autodidacte.
Il meurt le 23 mars 2014.